# Mola de Pere
La Mola de Pere era un molí de l'antic terme ribagorçà de Benés, actualment pertanyent al terme municipal de Sarroca de Bellera, del Pallars Jussà.
Estava situat a prop i a llevant dels pobles de Manyanet i el Mesull, a l'esquerra del riu de Manyanet, al vessant de ponent de la Serra de Plandestàs.